# Straume, Nordland
Straume är en tätort som utgör centralort i Bø kommun i Nordland fylke i norra Norge. Orten ligger där fylkesväg 820 möter fylkesväg 7646 och fylkesväg 7648, på den västligaste delen av ön Langøya i ögruppen Vesterålen.